# Вільгельм Баур де Бетац
Вільгельм Баур де Бетац (нім. Wilhelm Baur de Betaz; 17 лютого 1883, Мец — 26 травня 1964, Лінденфельс) — німецький офіцер, генерал-лейтенант люфтваффе. Кавалер Німецького хреста в сріблі.

## Біографія
В 1903 році вступив в 2-й гессенський польовий артилерійський полк №61. В січні 1914 року перейшов у авіацію. Учасник Першої світової війни. 9 квітня 1920 року вийшов у відставку. 
З 1 серпня 1921 по 31 серпня 1926 року — керівник відділу берлінської фірми Steffan & Heymann. З 1 жовтня 1926 року — член правління Німецької асоціації повітроплавання. З 24 березня 1933 року — віце-президент Німецького товариства повітряного спорту. 1 січня 1935 року вступив у Імперське міністерство авіації. З 1 квітня 1935 року — командир 13-ї резервної повітряної області.
З 1 травня 1937 року — керівник групи відділу воєнної науки Імперського міністерства авіації. З 8 вересня 1939 року — начальник штабу 4-го вищого командира тренувальних частин люфтваффе. З 29 березня 1940 року — командир бойової групи особливого призначення в Норвегії. З 21 вересня 1940 року — комендант аеродромного району Грайфсвальда, з 7 лютого 1941 року — Деберіца. З 5 травня 1942 року — в спецштабі Вальтера фон Унру. З 1 листопада 1942 року — начальник штабу воєнної економіки в Норвегії. З 1 липня 1943 року — польовий економічний командир в Норвегії. З 1 травня 1944 року — вищий польовий економічний офіцер при командувачі військами в Норвегії. 18 вересня 1944 року відправлений у резерв ОКЛ. 8 травня 1945 року взятий в полон. 17 травня 1948 року звільнений.

## Звання
- Фанен-юнкер (16 березня 1903)
- Фенріх (18 жовтня 1903)
- Лейтенант (24 квітня 1904)
- Обер-лейтенант (24 липня 1912)
- Гауптман (8 листопада 1914)
- Майор запасу (8 квітня 1920)
- Оберст-лейтенант служби комплектування (1 березня 1935)
- Оберст (1 серпня 1937)
- Генерал-майор (1 липня 1941)
- Генерал-лейтенант (1 серпня 1943)

## Нагороди
- Нагрудний знак пілота-спостерігача (Пруссія)
- Залізний хрест 2-го і 1-го класу
- Королівський орден дому Гогенцоллернів, лицарський хрест з мечами
- Пам'ятний знак пілота (Пруссія)
- Почесний хрест ветерана війни з мечами
- Медаль «За вислугу років у Вермахті» 4-го, 3-го і 2-го класу (18 років)
- Застібка до Залізного хреста 2-го і 1-го класу
- Хрест Воєнних заслуг 2-го і 1-го класу з мечами
- Німецький хрест в сріблі (20 жовтня 1944)